# Just an Illusion
«Just an illusion» es una canción de 1982 del trío británico Imagination. Es famosa por ser el tema principal de la película FX, efectos mortales. Fue coescrita por Steve Jolley, Tony Swain, Ashley Ingram y Leee John, la canción fue un hit en Europa, posicionándose en número 1 en España y número 2 en Reino Unido. En los Estados Unidos alcanzó el puesto 27 en el Hot R&B/Hip-Hop Songs y el puesto 15 en el Dance Club Songs. El crítico Robert Christgau la nombró la quinta mejor canción de los años ochenta.

## Listado de pista
7" sencillo
1. "Just an Illusion" @– 3:55
2. "Just an Illusion" (Instrumental) @– 3:40

## Posición en las listas

### Posiciones semanales
| Tabla(1982)                        | Posiciones |
| ---------------------------------- | ---------- |
| Austria (Ö3 Austria Top 40)        | 6          |
| Bélgica (Flandes) (Ultratop 50)    | 9          |
| Francia (IFOP)                     | 3          |
| Alemania (Media Control AG)        | 7          |
| Irlanda (IRMA)                     | 8          |
| Italia (FIMI)                      | 2          |
| Países Bajos (Dutch Top 40)        | 8          |
| Países Bajos (Mega Single Top 100) | 12         |
| Noruega (VG-lista)                 | 5          |
| Sudáfrica (Springbok Radio)        | 3          |
| Spain (AFYVE)                      | 1          |
| Suecia (Sverigetopplistan)         | 3          |
| Suiza (Schweizer Hitparade)        | 2          |
| Reino Unido (UK Singles Chart)     | 2          |
| US Billboard Hot Black Singles     | 27         |
| US Billboard Hot Dance Club Play   | 15         |

### Tablas de fin de año
| Listas (1982)                  | Posiciones |
| ------------------------------ | ---------- |
| Bélgica (Ultratop 50 Flanders) | 65         |
| Francia (IFOP)                 | 7          |
| Italia (FIMI)                  | 13         |
| Países Bajos (Dutch Top 40)    | 87         |
| Países Bajos (Single Top 100)  | 83         |
| Sudáfrica (Springbok Radio)    | 9          |

## Versiones
- "Get Your Number", coescrito por Mariah Carey, Jermaine Dupri, Johntá Austin y Bryan-Michael Cox en el álbum de Carey The Emancipation of Mimi (2005).[22]